# Münster-Barometer
Das Münster-Barometer wird seit 1993 in Kooperation vom Institut für Soziologie der Universität Münster und den Westfälischen Nachrichten in der Regel zweimal im Jahr durchgeführt und ist damit eine der ältesten kontinuierlich durchgeführten lokalen Befragungen in Deutschland.
Seinen Ursprung hat das Lehrforschungsprojekt als Pretest-Instrument für das DFG-Projekt „Nationale Identität der Deutschen“, es wurden jedoch von Anfang an neben sozialwissenschaftlichen Themen auch aktuelle lokale Themen abgefragt. Im Laufe der Jahre lassen sich drei Themenschwerpunkte in den Befragungen ausmachen:
- aktuelle lokale Themen wie Bauprojekte, Schulpolitik oder Sparmaßnahmen
- wissenschaftliche Themen – sei es als Pretest-Instrument, sei es für eigene wissenschaftliche Studien oder sei es im Rahmen von Dissertationen oder Examensarbeiten zu Themen wie Bürgerschaftliches Engagement, Religiosität, Kriminalität oder methodische Fragen
- die langfristige Messung der Sozialstruktur Münsters und der politischen Stimmung in der Stadt.[1]

Beim Münster-Barometer handelt es sich um ein Lehrforschungsprojekt, bei dem Mitarbeiter des Instituts für Soziologie gemeinsam mit Studierenden den Fragebogen entwickeln, die Erhebung durchführen und die Ergebnisse der Öffentlichkeit vorstellen. Da die Westfälischen Nachrichten das Projekt als Drittmittelprojekt finanziell unterstützen, werden die Ergebnisse stets zunächst exklusiv auf einer Sonderseite der Zeitung veröffentlicht. Detaillierte Ergebnisse finden sich mit etwas zeitlichem Abstand auf den Internet-Seiten der Forschungsgruppe BEMA der Universität Münster.